# Colliers Wood
Colliers Wood es un barrio del municipio londinense de Merton. Se encuentra a unos 13 km (8 mi) al sursudoeste de Charing Cross, Londres, Reino Unido. Tenía una población de 10712 habitantes en 2011.